# Calliandra sesquipedalis
Calliandra sesquipedalis är en ärtväxtart som beskrevs av Mcvaugh. Calliandra sesquipedalis ingår i släktet Calliandra och familjen ärtväxter. Inga underarter finns listade i Catalogue of Life.